# Гран-Морен
Гран-Море́н (фр. Grand Morin) — река во Франции, левый приток Марны. Исток находится недалеко от деревни Лачи. Протекает через департаменты Марна и Сена и Марна. Река течёт на запад через города Эстерне, Ферте-Гоше (d), Куломье (d) и Креси-ла-Шапель, в конце концов впадая в Марну в Эсбли.
Длина реки — 118 км, основные притоки — Обетен, Оргеваль, Ваннетен.

## Гидрология
Площадь водосбора составляет 1190 км² и состоит на 77,63 % из сельскохозяйственных угодий, на 17,48 % из лесных и полуприродных сред, на 4,87 % из искусственных земель и на 0,02 % из водно-болотных угодий.